# قرة قول (غنم)

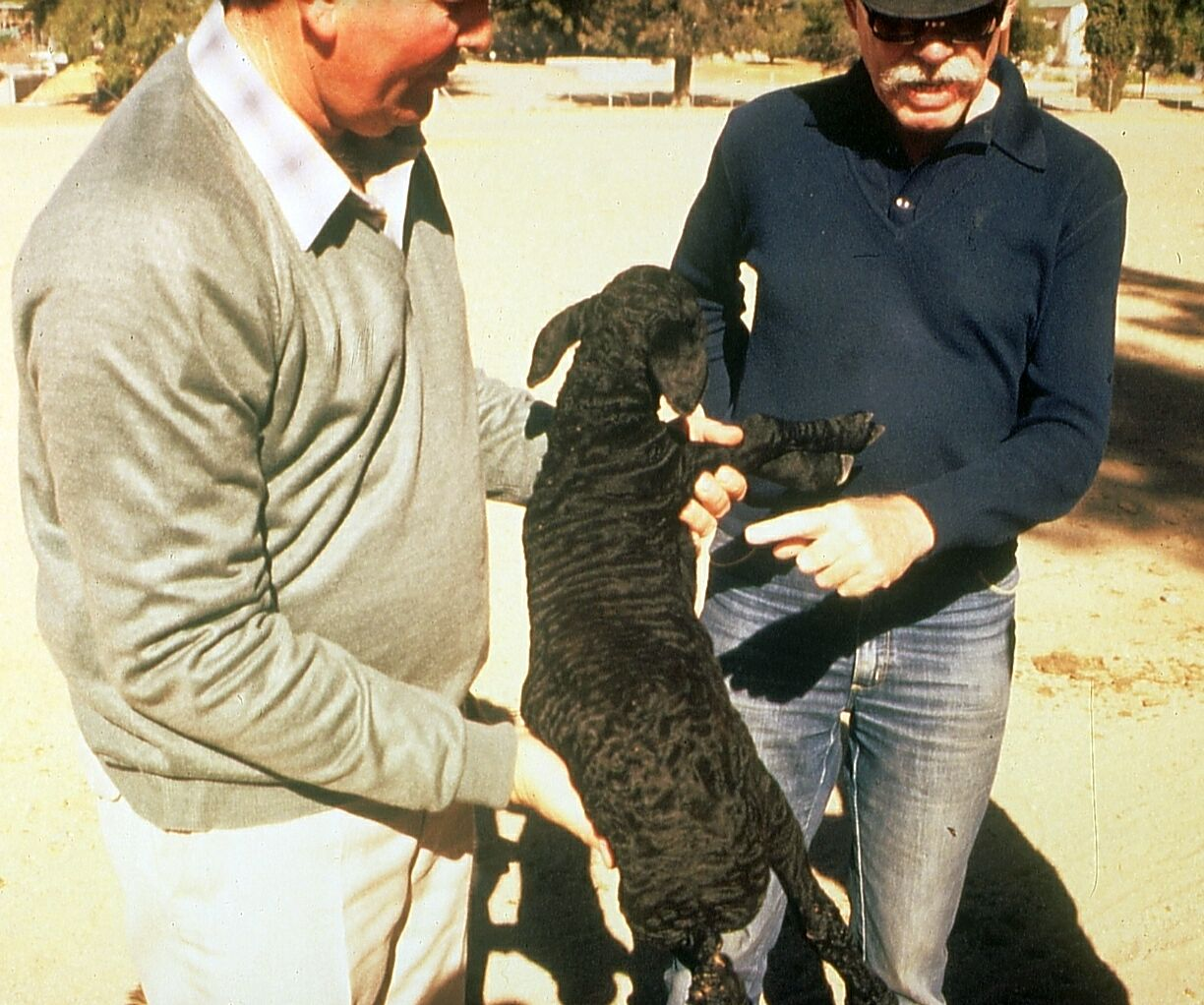
قرة قول أسود

قرة قول (بالإنجليزية: Karakul)‏ هي سلالة غنم ذات شعر طويل أصلها من مدينة قرة قول (تعني بالتركية: قرة = أسود + كول = بحيرة) بين كَشغر وتاشكورغان في الصين. قرة قول يقصد بها أيضا فراء هذه الخراف. أستراخان هو فراء مجعد لحملان سلالة قرة قول الذين عبروا مدينة أستراخان في روسيا.

## ألبوم الصور

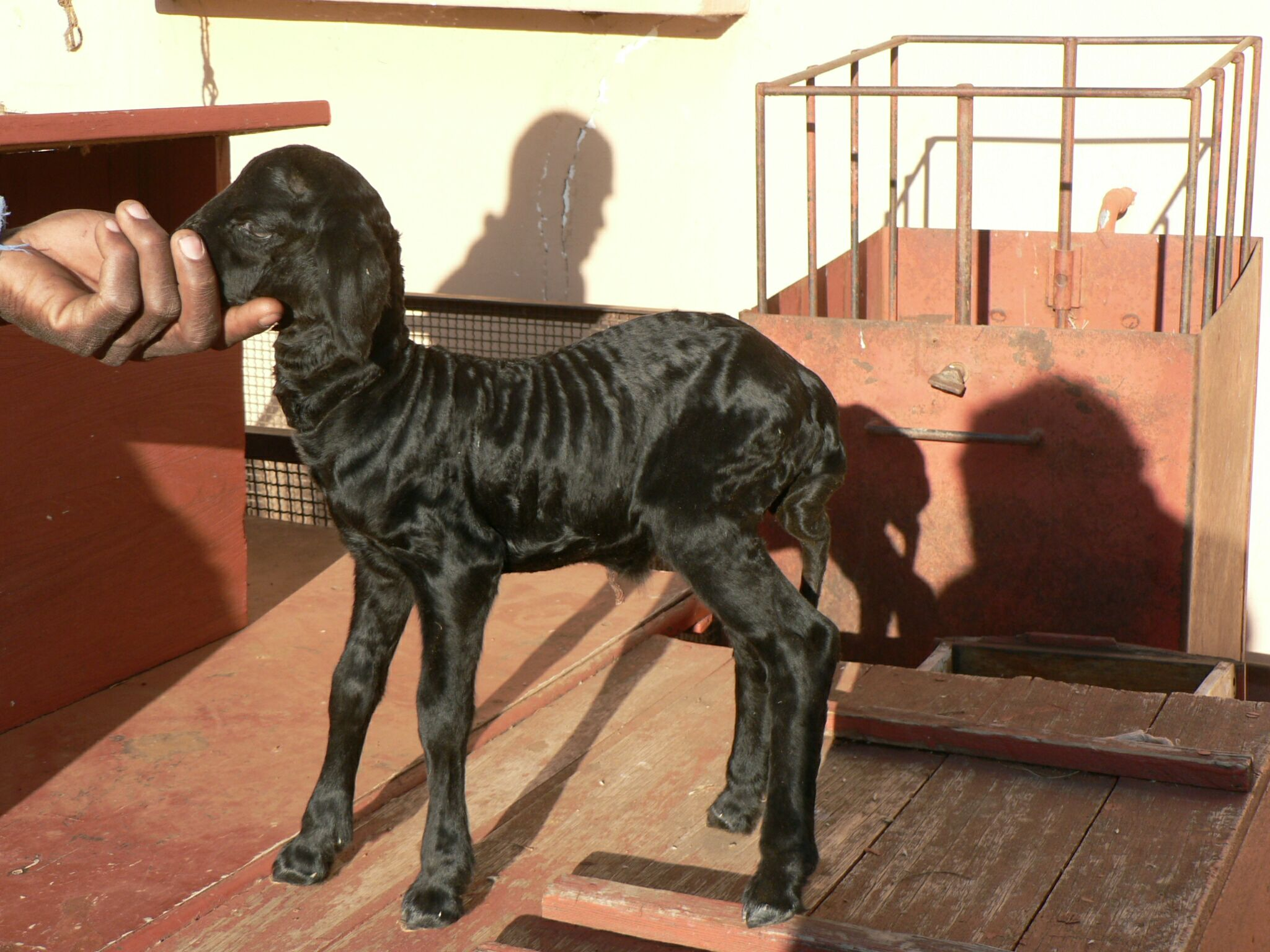
حمل قرة قول أسود من نميبيا
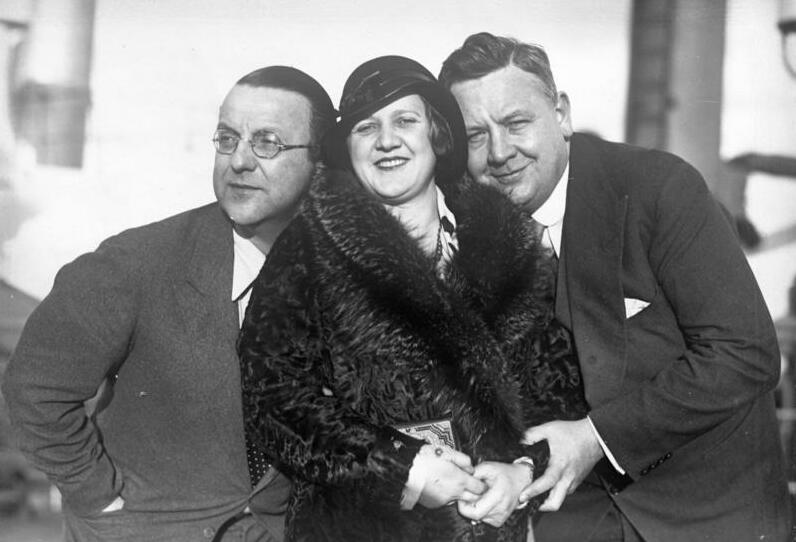
معطف من فرو القرة قول
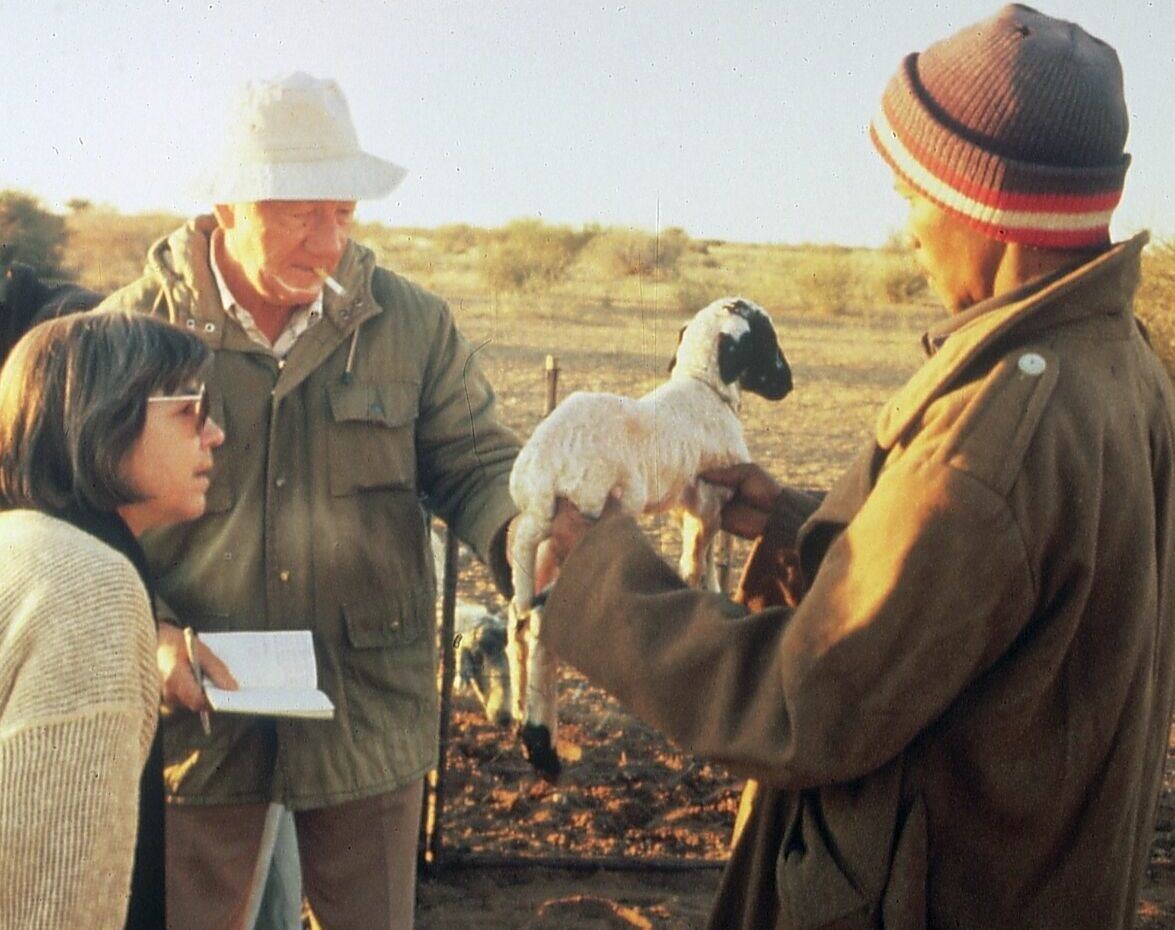
حمل صغير من سلالة القرة قول